# Кръстатият дъб
Кръстатият дъб е вековно дърво в Плана планина, над Кокалянския манастир, България. Дъбът е бил 5-ото по възраст дърво в България до 2010 г., когато дървото е унищожено след вандалски прояви.

## Название
В славянската митология дъбът е свещеното дърво на Перун. Под дъбовете се правели оброци, а там където не е имало черкви, хората са се молели около вековните дъбове. Това е причината тези дървета да се наричат „кръстати“.

## Параметри
Възрастта на дървото е около 1000 години. Според други източници, достига до 1300 години, откъдето носи и името си „Аспаруховия дъб“ – от времената, в които хан Аспарух населява днешните предели на България.
Обиколката е била 4,80 м и височина над 17 метра.

## Унищожаване на дървото
В основата на дървото са били изкопани дупки от иманяри, търсещи злато, а в дънера му е издълбана огромна хралупа. Следи от моторни триони има още от 2003 г. Това е причината през зимата на 2010 г. дървото да не устои на силния вятър и да бъде повалено.

## Вижте още
- Списък на най-старите дървета в България